# モラーロ
モラーロ（伊: Moraro） は、イタリア共和国フリウリ＝ヴェネツィア・ジュリア州ゴリツィア県にある、人口約700人の基礎自治体（コムーネ）。

## 名称
標準イタリア語以外の言語では以下の名を持つ。
- フリウリ語: Morâr [6]

## 地理

### 位置・広がり
ゴリツィア県北部に位置する、フリウーリ地方の閑静な農村である。県都ゴリツィアからは西に約10km、ウーディネから南東へ約26km、州都トリエステからは北西に約38kmの距離に位置する
。
コムーネの面積は3.5 km²で、県では最も小さい。

#### 隣接コムーネ
隣接するコムーネは以下の通り。
- カプリーヴァ・デル・フリウーリ - 北東
- サン・ロレンツォ・イゾンティーノ - 東
- ファッラ・ディゾンツォ - 南東
- グラディスカ・ディゾンツォ - 南西
- マリアーノ・デル・フリウーリ - 西
- コルモンス - 北西

北東にカプリーヴァ・デル・フリウーリ、東にサン・ロレンツォ・イゾンティーノの市街が近接する。南に5kmほどの距離に、フリウーリ東部の文化的な中心であるグラディスカ・ディゾンツォがある。

### 気候分類・地震分類
モラーロにおけるイタリアの気候分類 (it) および度日は、zona E, 2279 GGである。
また、イタリアの地震リスク階級 (it) では、zona 2 (sismicità media) に分類される。

## 歴史
モラーロは古代ローマの村落（vicis）として登場した。地名は、植物の桑（Morars）に由来する。多く生えていた桑はこの地を特徴づけるもので、ローマ人たちは桑からシロップを生産していた。
また、この地にはランゴバルド人の集落もあったと考えられ、かれらの墓地の遺跡が発掘されている。出土品はウィーン自然史博物館に展示されている。
モラーロははじめコルモンスの町に属していたが、のちにアクイレイアの教会領となった。10世紀にはハンガリーの、15世紀にはトルコの侵入を受けた。1420年にはヴェネツィア共和国の領域となり、1497年にはハプスブルク君主国（のちのオーストリア帝国）に編入された。
第一次世界大戦休戦後の1918年、イタリア王国が占領下に置き、1920年に正式にイタリア領となった。

## 社会

### 人口

#### 居住地区別人口
国立統計研究所（ISTAT）は居住地区（Località abitata）別の人口として以下を掲げている。統計は2001年時点。
| 地区名      | 標高  | 人口 | 備考 |
| ----------- | ----- | ---- | ---- |
| MORARO      | 39/48 | 694  |      |
| MORARO *    | 44    | 690  |      |
| Case Sparse | -     | 4    |      |

ISTATは人口統計上、家屋密度の高い centro abitato （居住の中心地区）、密度の低い nucleo abitato （居住の核となる地区）、まとまった居住地区を形成していない case sparse （散在家屋）の区分を用いている。上の表で地名がすべて大文字で示されているものが centro abitato である。「*」印が付されているのは、コムーネの役場・役所 la casa comunale の置かれている地区である。

## 文化・観光
毎年初夏、Morarock と呼ばれるハードロック・ヘビーメタルの音楽フェスティバルが開かれる。国内外から両ジャンルのミュージシャンが集まる。